# Xã Beaver, Quận Nance, Nebraska
Xã Beaver (tiếng Anh: Beaver Township) là một xã thuộc quận Nance, tiểu bang Nebraska, Hoa Kỳ. Năm 2010, dân số của xã này là 102 người.